# Tiktaalika
Tiktaalika è il primo album in studio del chitarrista britannico Charlie Griffiths, pubblicato il 17 giugno 2022 dalla Inside Out Music.

## Tracce
Testi e musiche di Charlie Griffiths.
1. Prehistoric Prelude – 2:14
2. Arctic Cemetery – 6:06
3. Luminous Beings – 5:57
4. In alluvium – 8:13
5. Dead in the Water – 8:45
6. Digging Deeper – 4:31
7. Tiktaalika – 8:34
8. Crawl Walk Run – 5:06
9. Under Polaris – 3:06

## Formazione
Musicisti
- Charlie Griffiths – chitarra, basso, sintetizzatore, voce (traccia 6)
- Darby Todd – batteria
- Tommy Rogers – voce (tracce 2 e 9)
- Daniël de Jongh – voce (tracce 3 e 8)
- Vladimir Lalić – voce (tracce 4 e 5)
- Jordan Rudess – assolo di sintetizzatore (traccia 4)
- Neil Purdy – voce (traccia 5)
- Rob Townsend – sassofono (traccia 5)
- Ray Hearne – tromba (traccia 5)
- Freddie Griffiths – drum hits (traccia 6)
- Pete Rinaldi – cori (traccia 6)

Produzione
- Charlie Griffiths – produzione
- Adam "Nolly" Getgood – missaggio
- Sebastian Sendon – assistenza al missaggio
- Ermin Hamidovic – mastering